# Boldklubben 1913 Odense
El Boldklubben 1913, más conocido como B 1913 Odense, es un club de fútbol danés de la ciudad de Odense. Desde la temporada 2016-17 compite en la Danmarksserien, la cuarta categoría del país.

## Historia
Fundado en 1913, llegó a competir en la Copa de Campeones de Europa 1961-62. Su mayor logro fue la Copa de Dinamarca de 1963.
El equipo juega en el Odense Atletik Stadion, que tiene una capacidad de 8000 espectadores.
En la temporada 2006-07, se fusionan con el Boldklubben 1909, y el Dalum Idrætsforening, para formar el Football Club Fyn que competía en la NordicBet Liga la segunda categoría del fútbol danés en el momento de su desaparición por bancarrota en 2013.
Tras la fusión cada club volvió a competir por su cuenta.

## Palmarés
- Copa de Dinamarca: 1963

## Temporadas
- 11 temporadas Superliga
- 43 temporadas Segunda División
- 16 temporadas Tercera División
- 1 temporadas Copa de Campeones de Europa 1961-62 es su mejor aparición en Europa

## Participación en competiciones europeas
| temporada | Torneo           | Ronda | Club              | Casa | Visita | Global |
| --------- | ---------------- | ----- | ----------------- | ---- | ------ | ------ |
| 1961-62   | Copa de Europa   | 1     | Spora Luxembourg  | 9-2  | 6-0    | 15-2   |
| 1961-62   | Copa de Europa   | 2     | Real Madrid CF    | 0-3  | 0-9    | 0-12   |
| 1963-64   | Recopa de Europa | 1     | Olympique de Lyon | 1-3  | 1-3    | 2-6    |
| 1964-65   | Copa de Ferias   | 1     | VfB Stuttgart     | 0-1  | 1-3    | 1-4    |
| 1969-70   | Copa de Ferias   | 1     | FC Barcelona      | 0-2  | 0-4    | 0-6    |